# 一口香腸

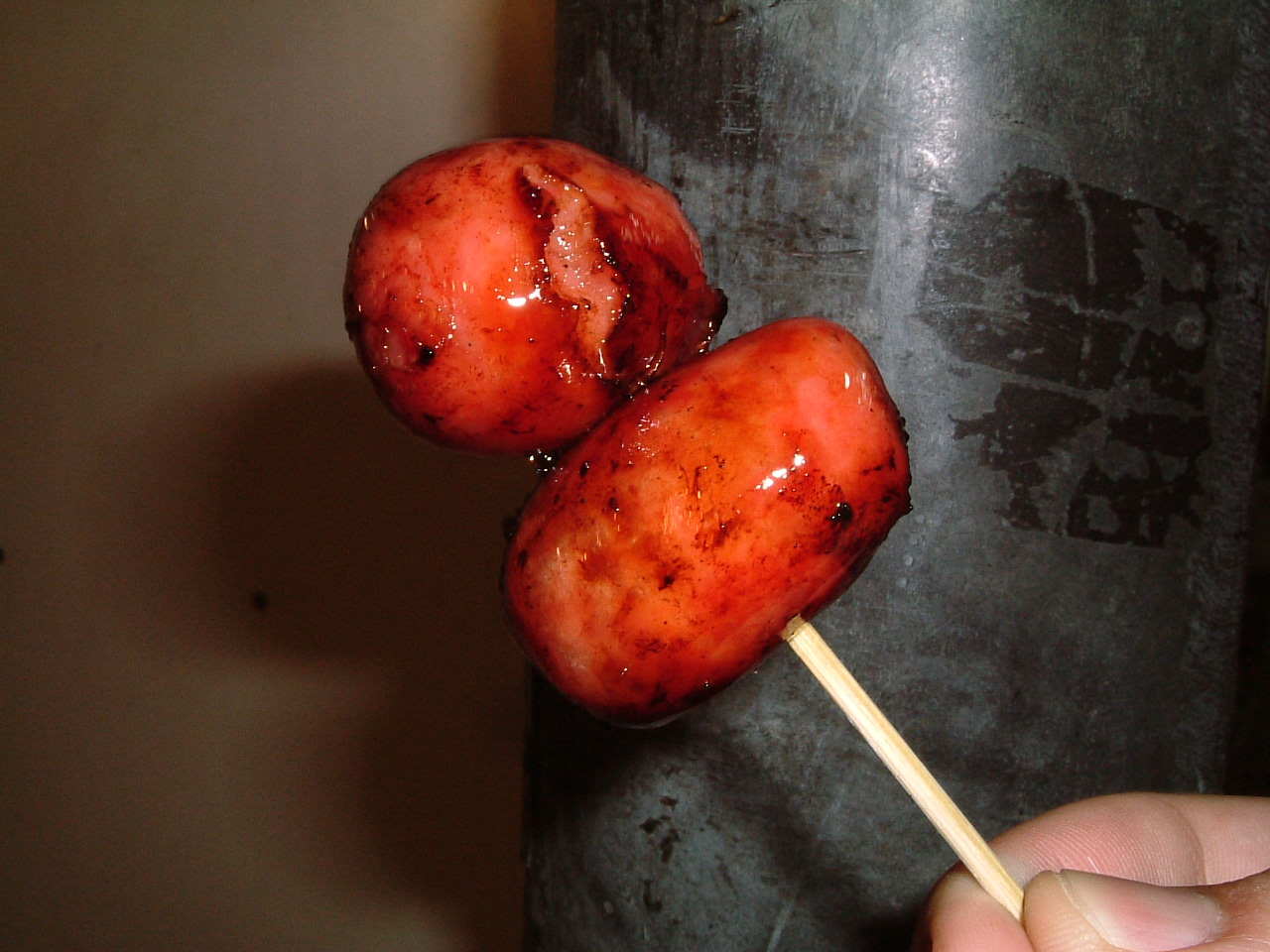
一串一口香腸

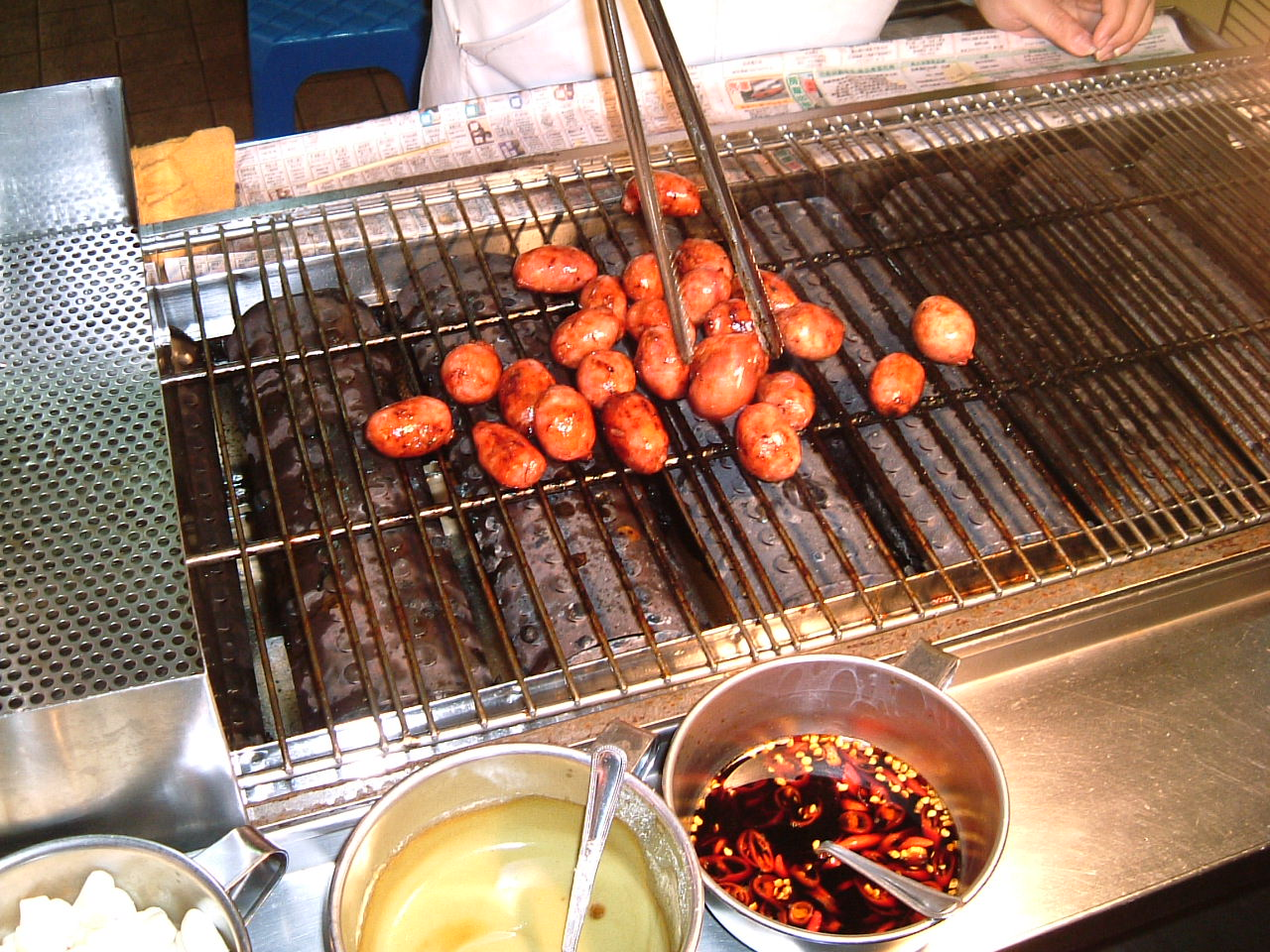
正在烤一口香腸的夜市攤販

一口香腸是一種尺寸較小的香腸。製程為先將醃製的豬後腿肉灌入豬腸，再急速冷凍以保鮮、增加香腸咬勁。
一口香腸可炭烤或油炸，並搭配蒜頭食用。